# Seotaiji and Boys 2
《Seotaiji and Boys 2》(서태지와 아이들 II)는 서태지와 아이들의 두 번째 정규 음반이다. 대한민국 앨범 최초로 더블밀리언을 기록하며, 220만 장 이상 판매되었다.

## 개요
1집의 성공 이후, 서태지와 아이들의 두 번째 앨범 역시 큰 기대를 모았고, 2집에서는 1집의 히트곡들과 마찬가지로 랩과 화려한 댄스음악을 기본으로 하고 있지만, 강렬한 기타 사운드와 헤비메탈 곡에서 들을 법한 기타 솔로, 태평소 소리를 삽입해 당시 큰 화제가 되었던 〈하여가〉, 일렉트로니카 장르의 〈수시아〉, 서태지와 아이들 곡 중 최초로 사회성이 가미된 곡으로 마약 문제를 다루고 있는 〈죽음의 늪〉, 서태지와 아이들 특유의 감성적인 팝 발라드 〈너에게〉 등 더 다양해지고 실험적인 음악을 선보이며 1집보다 더 큰 성공을 거둔다. 뮤직 비디오로 제작된 곡은 〈하여가〉와 〈너에게〉이다.
〈너에게〉는 2000년 발매된 서태지 6집에서 뉴 메탈로 편곡된 곡이 히든트랙으로 수록되었고, 〈하여가〉, 〈죽음의 늪〉은 이후에 개최된 서태지의 공연에서 연주되었다.

### 재발매판
2007년 발매된 서태지 15주년 기념 박스세트에 포함된 버전이 2009년에 또 다시 개별적으로 재발매되었다. 앨범의 히든트랙으로는 《'93 마지막 축제》, 《Seotaiji Live Tour Zero》앨범에서 라이브 음원 몇 곡이 선정되어 실렸다. 〈하여가〉의 경우에는 1993년 서태지와 아이들이 TV에 출연했을 때 사용하던 음원과 힙합버전으로 다시 녹음한 버전 모두 수록되었다.

## 활동
대한민국 음악사 중 댄스 계열 음반으로는 드물게 220만 장 이상의 판매고를 올렸다. 2집 활동 기간의 공연 실황은 《'93 마지막 축제》로 발매되었다. 2집 활동을 마친 서태지와 아이들은 3집을 위해 몇 개월 간 휴식 기간을 갖게 된다.

## 수록곡 목록

### CD
전체 작곡: 서태지
- 전체 편곡: 서태지| #             | 제목                           | 작사          | 재생 시간 |
| ------------- | ------------------------------ | ------------- | --------- |
| 1.            | Yo! Taiji (연주곡)             |               | 0:51      |
| 2.            | 何如歌 (하여가)                | 서태지        | 5:15      |
| 3.            | 우리들만의 추억                | 서태지        | 3:52      |
| 4.            | 죽음의 늪                      | 서태지        | 3:28      |
| 5.            | 너에게                         | 서태지        | 4:36      |
| 6.            | 誰是我 (수시아)                | 서태지        | 4:05      |
| 7.            | 마지막 축제                    | 서태지        | 4:38      |
| 8.            | 우리들만의 추억 (instrumental) |               | 3:52      |
| 총 재생 시간: | 총 재생 시간:                  | 총 재생 시간: | 30:36     |

### LP
| #             | 제목               | 작사·작곡     | 편곡          | 재생 시간 |
| ------------- | ------------------ | ------------- | ------------- | --------- |
| 1.            | Yo! Taiji (연주곡) | 서태지        | 서태지        | 0:51      |
| 2.            | 何如歌 (하여가)    | 서태지        | 서태지        | 5:15      |
| 3.            | 우리들만의 추억    | 서태지        | 서태지        | 3:52      |
| 4.            | 죽음의 늪          | 서태지        | 서태지        | 3:28      |
| 총 재생 시간: | 총 재생 시간:      | 총 재생 시간: | 총 재생 시간: | 13:25     |

| #             | 제목                    | 작사·작곡     | 편곡          | 재생 시간 |
| ------------- | ----------------------- | ------------- | ------------- | --------- |
| 1.            | 너에게                  | 서태지        | 서태지        | 4:36      |
| 2.            | 誰是我 (수시아)         | 서태지        | 서태지        | 4:05      |
| 3.            | 마지막 축제             | 서태지        | 서태지        | 4:38      |
| 4.            | 우리들만의 추억 (Inst.) |               | 서태지        | 3:52      |
| 총 재생 시간: | 총 재생 시간:           | 총 재생 시간: | 총 재생 시간: | 17:11     |

### TAPE
| #             | 제목                    | 작사·작곡     | 편곡          | 재생 시간 |
| ------------- | ----------------------- | ------------- | ------------- | --------- |
| 1.            | Yo! Taiji (연주곡)      | 서태지        | 서태지        | 0:51      |
| 2.            | 何如歌 (하여가)         | 서태지        | 서태지        | 5:15      |
| 3.            | 우리들만의 추억         | 서태지        | 서태지        | 3:52      |
| 4.            | 죽음의 늪               | 서태지        | 서태지        | 3:28      |
| 5.            | 우리들만의 추억 (Inst.) | 서태지        | 서태지        | 3:52      |
| 총 재생 시간: | 총 재생 시간:           | 총 재생 시간: | 총 재생 시간: | 17:18     |

| #             | 제목            | 작사·작곡     | 편곡          | 재생 시간 |
| ------------- | --------------- | ------------- | ------------- | --------- |
| 1.            | 너에게          | 서태지        | 서태지        | 4:36      |
| 2.            | 誰是我 (수시아) | 서태지        | 서태지        | 4:05      |
| 3.            | 마지막 축제     | 서태지        | 서태지        | 4:38      |
| 총 재생 시간: | 총 재생 시간:   | 총 재생 시간: | 총 재생 시간: | 17:19     |

| #   | 제목                                      | 작사·작곡 | {{{기타정보}}} | 재생 시간 |
| --- | ----------------------------------------- | --------- | -------------- | --------- |
| 1.  | Yo! Taiji (연주곡)                        | 서태지    | 서태지         | 0:51      |
| 2.  | 何如歌 (하여가)                           | 서태지    | 서태지         | 5:15      |
| 3.  | 우리들만의 추억                           | 서태지    | 서태지         | 3:52      |
| 4.  | 죽음의 늪                                 | 서태지    | 서태지         | 3:28      |
| 5.  | 너에게                                    | 서태지    | 서태지         | 4:36      |
| 6.  | 誰是我 (수시아)                           | 서태지    | 서태지         | 4:05      |
| 7.  | 마지막 축제                               | 서태지    | 서태지         | 4:38      |
| 8.  | 우리들만의 추억 (instrumental)            |           | 서태지         | 3:52      |
| 9.  | Opening (The Taiji Boys, '93 마지막 축제) |           |                | 1:20      |
| 10. | 마지막 축제 ('93 마지막 축제)             |           |                | 4:54      |
| 11. | 수시아 ('93 마지막 축제)                  |           |                | 3:05      |
| 12. | 우리들만의 추억 Part 1 ('93 마지막 축제)  |           |                | 4:41      |
| 13. | 우리들만의 추억 Part 2 ('93 마지막 축제)  |           |                | 6:32      |
| 14. | 93 하여가 Remix (HipHop Ver)              |           |                | 3:53      |
| 15. | 죽음의 늪 ('04 Zero Live)                 |           |                | 3:28      |
| 16. | 93 하여가 (TV Edit)                       |           |                | 4:17      |

## 수록곡 해설
- Yo! Taiji!: 비트박스와 힙합 멜로디가 섞인 도입부 연주곡으로 2집의 힙합적인 색채를 단적으로 보여주었다.
- 하여가(何如歌): 첫 번째로 뮤직비디오가 제작된 곡, 2000 - 2001 태지의 화 공연에서 양현석과 함께 불렀고, 93년 당시 방송에서 선보였던 힙합 버전이 15주년 기념 앨범에 수록되었다.
- 우리들만의 추억: 팬들의 고마운 정성과 팬들과의 교감에 대해 추억하며 쓴 곡이다.
- 죽음의 늪: 서태지의 〈2004 제로 투어〉에서 Rock 버전으로 편곡하여 불렀다.
- 너에게: 활동 당시에 두 번째로 뮤직 비디오가 제작된 곡으로, 서태지 6집에 뉴 메탈로 편곡해 실었다.

### 응답하라 1994 삽입
2013년 tvN의 드라마 《응답하라 1994》에서 극 중 역할인 조윤진(배우: 그룹 타이니지의 멤버 도희)이라는 인물이 서태지의 팬으로 등장하는 이유로 서태지와 아이들의 곡이 삽입되었다. 2집에서 하여가는 드라마의 오프닝으로 쓰였으며, 〈수시아〉, 〈우리들만의 추억〉, 〈죽음의 늪〉, 〈마지막 축제〉, 〈너에게〉가 등장했다. 특히 〈너에게〉는 이 드라마를 위해 가수 성시경이 리메이크 했는데, 서태지는 이에 대한 소회와 성시경에게 대한 감사의 편지를 자필로 작성해 공개하기도 했다.

## 제작진
이 목록은 해당 앨범의 부클릿에서 발췌하였다.
서태지와 아이들
- 서태지: 프로듀서, 랩, 보컬, 작사·작곡·편곡, 샘플링, 기술, 비트박스(2), 기타(2), 베이스 기타(2, 3, 5, 7, 8)
- 양현석, 이주노: 랩, 보컬, 백킹 보컬, 안무

참여 인물
- 김종서: 백킹 보컬(2)
- 김덕수: 사물놀이, 태평소(2)
- 이태섭: 기타(2)
- William Byun : 영어 랩 작사(트랙 3)
- Ito: 기타(3~5, 7, 8)
- 이정식: 색소폰(5)

스탭
- 녹음/믹싱 스튜디오: 테크노 태지 스튜디오 (Techno Taiji Studio)
- 유재학: 사진
- Ivy 프로덕션: 디자인

### 2007/2009 리마스터링 재발매판
- 서태지: 프로듀서, 이그제큐티브 프로듀서
- Tower Mastering studio(로스엔젤레스), Techno-T studio: 마스터링 스튜디오